# Stanley Cup 1973
La finale della Stanley Cup 1973 è stata una serie al meglio delle sette gare che ha determinato il campione della National Hockey League per la stagione 1972-73. Al termine dei playoff si qualificarono per la serie finale i Montreal Canadiens e i Chicago Blackhawks. I Canadiens nella serie finale di Stanley Cup usufruirono del fattore campo in virtù del maggior numero di punti ottenuti nella stagione regolare, 120 contro i 93 dei Blackhawks. La serie iniziò il 29 aprile e finì il 10 maggio con la conquista della Stanley Cup da parte dei Canadiens per 4 a 2.
I Canadiens conquistarono la diciottesima Stanley Cup della loro storia in una riedizione della finale del 1971, vinta anch'essa dalla franchigia del Québec per 4-3. Questo fu l'undicesimo nonché ultimo titolo vinto dal capitano dei Canadiens Henri Richard, record assoluto nella storia del trofeo, mentre per l'allenatore Scotty Bowman si trattò del primo di nove titoli vinti alla guida di tre franchigie differenti (Montréal, Pittsburgh e Detroit) nell'arco di trent'anni di carriera.
Al termine della serie l'attaccante canadese Yvan Cournoyer fu premiato con il Conn Smythe Trophy, trofeo assegnato al miglior giocatore dei playoff.

## Contendenti

### Montréal Canadiens
I Montréal Canadiens conclusero la stagione regolare in prima posizione nella East Division vincendo il Prince of Wales Trophy con 120 punti, miglior risultato di tutta la NHL. Nei quarti di finale batterono i Buffalo Sabres per 4-2 mentre nelle semifinali sconfissero per 4-1 i Philadelphia Flyers.

### Chicago Blackhawks
I Chicago Blackhawks conclusero la stagione regolare al primo posto nella West Division con 93 punti e il Clarence S. Campbell Bowl, quarto miglior record della lega alle spalle di Canadiens, Bruins e Rangers. Nei quarti di finale sconfissero per 4-1 i St. Louis Blues, mentre nelle semifinali affrontarono i New York Rangers e li superarono per 4-1.

## Serie

### Gara 1
| Montréal 29 aprile 1973 | Chicago Blackhawks | 3 – 8 (3-2; 0-2; 0-4) referto                                                                                | Montreal Canadiens | Forum de Montréal (17.249 spett.) |
| \| \| \| \| \| Martin 00:35, 12:07 Backstrom 01:02 \| Marcatori \| 02:28 Laperrière 08:07 Tardif 23:01, 54:35 Lefley 36:23, 48:38 Lemaire 52:36 P. Mahovlich 53:34 F. Mahovlich \| |                    | |                    |                                   |
| |                    | |                    |                                   |
| Martin 00:35, 12:07 Backstrom 01:02 | Marcatori          | 02:28 Laperrière 08:07 Tardif 23:01, 54:35 Lefley 36:23, 48:38 Lemaire 52:36 P. Mahovlich 53:34 F. Mahovlich |                    |                                   |

### Gara 2
| Montréal 1º maggio 1973                                                                                 | Chicago Blackhawks | 1 – 4 (0-1; 1-1; 0-2) referto                            | Montreal Canadiens | Forum de Montréal (17.354 spett.) |
| \| \| \| \| \| Koroll 27:28 \| Marcatori \| 05:36 Bouchard 32:08, 45:01 Cournoyer 59:26 F. Mahovlich \| |                    |                                                          |                    |                                   |
| |                    |                                                          |                    |                                   |
| Koroll 27:28                                                                                            | Marcatori          | 05:36 Bouchard 32:08, 45:01 Cournoyer 59:26 F. Mahovlich |                    |                                   |

### Gara 3
| Chicago 3 maggio 1973 | Montreal Canadiens | 4 – 7 (0-4; 1-1; 3-2) referto                                                       | Chicago Blackhawks | Chicago Stadium (16.666 spett.) |
| \| \| \| \| \| F. Mahovlich 30:25 Cournoyer 41:20 Lapointe 47:15 Lemaire 48:01 \| Marcatori \| 01:59, 59:29 Hull 11:44 Bordeleau 13:20 White 14:20 Mikita 54:19 Marks 59:49 Pappin \| |                    |                                                                                     |                    |                                 |
| |                    |                                                                                     |                    |                                 |
| F. Mahovlich 30:25 Cournoyer 41:20 Lapointe 47:15 Lemaire 48:01 | Marcatori          | 01:59, 59:29 Hull 11:44 Bordeleau 13:20 White 14:20 Mikita 54:19 Marks 59:49 Pappin |                    |                                 |

### Gara 4
| Chicago 6 maggio 1973                                                                    | Montreal Canadiens | 4 – 0 (1-0; 2-0; 1-0) referto | Chicago Blackhawks | Chicago Stadium (17.600 spett.) |
| \| \| \| \| \| Tardif 01:08 Cournoyer 34:13 Lefley 35:43 Larose 43:45 \| Marcatori \| \| |                    |                               |                    |                                 |
|                                                                                          |                    |                               |                    |                                 |
| Tardif 01:08 Cournoyer 34:13 Lefley 35:43 Larose 43:45                                   | Marcatori          |                               |                    |                                 |

### Gara 5
| Montréal 8 maggio 1973 | Chicago Blackhawks | 8 – 7 (2-2; 5-3; 1-2) referto                                                                        | Montreal Canadiens | Forum de Montréal (18.950 spett.) |
| \| \| \| \| \| Hull 09:34 Mikita 11:24, 26:21 Kryskow 23:10 Pappin 31:24, 39:03 Frig 36:21 Angotti 44:06 \| Marcatori \| 02:47 F. Mahovlich 14:52 P. Mahovlich 20:37, 24:23 Larose 27:09 Cournoyer 41:15 Savard 51:43 Richard \| |                    | |                    |                                   |
| |                    | |                    |                                   |
| Hull 09:34 Mikita 11:24, 26:21 Kryskow 23:10 Pappin 31:24, 39:03 Frig 36:21 Angotti 44:06 | Marcatori          | 02:47 F. Mahovlich 14:52 P. Mahovlich 20:37, 24:23 Larose 27:09 Cournoyer 41:15 Savard 51:43 Richard |                    |                                   |

### Gara 6
| Chicago 10 maggio 1973 | Montreal Canadiens | 6 – 4 (1-2; 3-2; 2-0) referto            | Chicago Blackhawks | Chicago Stadium (17.600 spett.) |
| \| \| \| \| \| Richard 19:48 P. Mahovlich 25:02 Houle 26:37 F. Mahovlich 30:54 Cournoyer 48:13 Tardif 52:42 \| Marcatori \| 10:35, 11:31, 37:05 Martin 28:32 Kryskow \| |                    |                                          |                    |                                 |
| |                    |                                          |                    |                                 |
| Richard 19:48 P. Mahovlich 25:02 Houle 26:37 F. Mahovlich 30:54 Cournoyer 48:13 Tardif 52:42                                                                            | Marcatori          | 10:35, 11:31, 37:05 Martin 28:32 Kryskow |                    |                                 |

## Roster dei vincitori
| Vincitori della Stanley Cup 1973 Canadiens de Montréal | Portieri: Michel Plasse, Ken Dryden Difensori: Jacques Laperrière, Guy Lapointe, Serge Savard, Larry Robinson, Bob Murdoch, Pierre Bouchard Attaccanti: Jim Roberts, Guy Lafleur, Marc Tardif, Yvan Cournoyer (A), Réjean Houle, Claude Larose, Henri Richard (C), Murray Wilson, Peter Mahovlich, Steve Shutt, Chuck Lefley, Jacques Lemaire, Frank Mahovlich (A) Staff Tecnico: Scotty Bowman (Allenatore) |